# Always Remember Us This Way
Always Remember Us This Way ist ein von Lady Gaga in dem Film A Star Is Born gesungener und gemeinsam mit Natalie Hemby, Hillary Lindsey und Lori McKenna geschriebener Song.

## Entstehung
Die Ballade, in der Lady Gaga alleine zu hören ist, entstand unter der Mithilfe von einigen bekannten Country-Stars wie etwa Lori McKenna und Natalie Hemby. Er wurde am 5. Oktober 2018 auf dem Soundtrack-Album zu A Star Is Born veröffentlicht.
Das Video zeigt, wie sich Ally und Jackson ineinander verlieben, während das Paar eine Motorradfahrt macht, sich auf einem Parkplatz küsst und zusammen musiziert. Der Clip endet damit, dass die Menge Allys Namen skandiert und Jackson zu ihr geht, um sie zu umarmen.

## Preise
Der Song gehörte neben Shallow und I’ll Never Love Again zu den drei Liedern aus dem Film A Star Is Born, die von Warner Bros. bei den Oscars eingereicht wurden. Für die Grammys 2020 erhielt er eine Nominierung in der Kategorie Song of the Year.

## Kommerzieller Erfolg

### Chartplatzierungen
| ChartsChartplatzierungen       | Höchstplatzierung | Wochen |
| ------------------------------ | ----------------- | ------ |
| Deutschland (GfK)              | 84 (4 Wo.)        | 4      |
| Österreich (Ö3)                | 25 (20 Wo.)       | 20     |
| Schweiz (IFPI)                 | 7 (76 Wo.)        | 76     |
| Vereinigte Staaten (Billboard) | 41 (9 Wo.)        | 9      |
| Vereinigtes Königreich (OCC)   | 25 (11 Wo.)       | 11     |

### Auszeichnungen für Musikverkäufe
| Land/Region                  | Auszeichnungen für Musikverkäufe (Land/Region, Auszeichnung, Verkäufe) | Verkäufe  |
| ---------------------------- | ---------------------------------------------------------------------- | --------- |
| Australien (ARIA)            | 7× Platin                                                              | 490.000   |
| Belgien (BRMA)               | Platin                                                                 | 40.000    |
| Brasilien (PMB)              | 4× Diamant                                                             | 640.000   |
| Dänemark (IFPI)              | 3× Platin                                                              | 270.000   |
| Deutschland (BVMI)           | Gold                                                                   | 200.000   |
| Finnland (IFPI)              | 2× Platin                                                              | 80.000    |
| Frankreich (SNEP)            | Diamant                                                                | 333.333   |
| Italien (FIMI)               | 2× Platin                                                              | 200.000   |
| Neuseeland (RMNZ)            | 6× Platin                                                              | 180.000   |
| Norwegen (IFPI)              | 4× Platin                                                              | 240.000   |
| Österreich (IFPI)            | 2× Platin                                                              | 60.000    |
| Polen (ZPAV)                 | Diamant                                                                | 250.000   |
| Portugal (AFP)               | 2× Platin                                                              | 20.000    |
| Schweden (IFPI)              | 3× Platin                                                              | 240.000   |
| Schweiz (IFPI)               | Gold                                                                   | 10.000    |
| Spanien (Promusicae)         | 3× Platin                                                              | 180.000   |
| Vereinigte Staaten (RIAA)    | Platin                                                                 | 1.000.000 |
| Vereinigtes Königreich (BPI) | 2× Platin                                                              | 1.600.000 |
| Insgesamt                    | 2× Gold · 38× Platin · 6× Diamant ·                                    | 6.033.333 |

Hauptartikel: Lady Gaga/Auszeichnungen für Musikverkäufe